# Elecciones provinciales de Catamarca de 2023
Las elecciones generales de la provincia de Catamarca de 2023 se realizaron el 22 de octubre, en coincidencia con las elecciones presidenciales. En las mismas se eligieron al gobernador y vicegobernador del periodo 2023-2027, como así también a 20 diputados y 8 senadores de la provincia. Conjuntamente, la mayoría de los municipios de la provincia renovará autoridades municipales.
Los diputados provinciales son elegidos por toda la provincia, mientras que los senadores responden a los distintos departamentos. En 2023, los departamentos que renuevan senadores son: Ambato, Andalgalá, Belén, Capital, Fray Mamerto Esquiú, Pomán, Santa Rosa y Valle Viejo.

## Candidatos

### Unión por la Patria
El peronismo gobierna la provincia de forma ininterrumpida desde 2011, cuando Lucía Corpacci derrotó al radical Eduardo Brizuela del Moral. Raúl Jalil se postulará para un segundo mandato, algo que es habitual en la provincia y que han conseguido todos los mandatarios que lo intentaron desde el retorno a la democracia en 1983.
| |                                          |
| |                                          |
| Raúl Jalil | Rubén Dusso                              |
| para Gobernador | para Vicegobernador                      |
| |                                          |
| Gobernador de Catamarca (desde 2019) | Vicegobernador de Catamarca (desde 2019) |
| Partidos en la alianza: - Partido Justicialista - Frente Renovador - Partido Socialista - Partido Intransigente - Partido Fe - Movimiento Libres del Sur - Partido Tercera Posición - Frente Grande - Partido del Trabajo y del Pueblo - Unión Popular Federal - Partido del Trabajo y la Equidad - KOLINA - Partido Solidario - Nuevo Encuentro - Dignidad Popular - Partido Popular - Unificación Populista - Movimiento de Acción Vecinal - Movimiento Auténtico Popular |                                          |

### La Libertad Avanza
El espacio liberal se presenta por primera vez en la historia en la provincia, con candidatos a la mayoría de los cargos. Surge de la unión de los partidos Unite por la Libertad y la Dignidad y el Movimiento de Integración y Desarrollo. Si bien hubo un incidente legal con otros partidos que intentaron obtener la misma denominación, el mismo no tuvo consecuencias. Curiosamente, el candidato Jose Jalil Colome, es primo hermano del candidato oficialista Raúl Jalil.
| |                                                |
| |                                                |
| José Jalil Colomé                                                                                      | Luis Valdez                                    |
| para gobernador                                                                                        | para vicegobernador                            |
| |                                                |
| | Presidente del Partido Libertario de Catamarca |
| Partidos en la alianza: - Movimiento de Integración y Desarrollo - Unite por la Libertad y la Dignidad |                                                |

### Juntos por el Cambio
La oposición catamarqueña llevó dos candidatos a internas, el senador radical Flavio Fama y el neurocirujano y diputado Rubén Manzi. La interna resultó pareja pero en favor del radical, cuya boleta iba contigua a la candidatura presidencial de Patricia Bullrich. 
El radicalismo en la provincia viene reduciendo constantemente su caudal de votos en las últimas elecciones a gobernador, desde un 59% que obtuvo en 2007 para la obtención de su último mandato en la provincia, al 33,4% obtenido en 2019.
| |                                                      |
| | Frente Amplio Catamarqueño                           |
| Flavio Fama | Hugo Ávila                                           |
| para Gobernador | para Vicegobernador                                  |
| |                                                      |
| Senador Nacional por la Provincia de Catamarca (2021 - actualidad) | Diputado Provincial de Catamarca (2021 - actualidad) |
| Partidos en la alianza: - Unión Cívica Radical - Propuesta Republicana - Coalición Cívica ARI - Partido Renacer - Partido Movilización - Frente Somos Catamarca - Frente Amplio Catamarqueño - Partido Movimiento Mayo Catamarca |                                                      |

### Otros candidatos
En la categoría de gobernador se presentaron otros dos candidatos, que no superaron las PASO:
- Frente de Izquierda y de Trabajadores - Unidad: impulsaba la fórmula Ariel López-Marta Sosa. Logró un 0,91% de los votos, ampliamente por debajo del 4,31% conseguido en las legislativas provinciales de 2021, y uno de los resultados más pobres de la izquierda provincial en el siglo.
- Movimiento Libres del Sur: junto a su armado a nivel nacional para las elecciones presidenciales, presentó un candidato a la gobernación, Carlos González. Se rumoreó hasta último momento que apoyarían la candidatura de Jalil.[5] Obtuvo un 0,61% de los votos, insuficiente para las elecciones generales, pero notablemente mejor que el antecedente de 0,16% conseguidos en 2015.

| Logo                                           | Logo                                           | Partido / Alianza                              | Partidos en la alianza | Precandidato a gobernador          | Precandidato a gobernador          | Precandidato a vicegobernador | Precandidato a vicegobernador |
| ---------------------------------------------- | ---------------------------------------------- | ---------------------------------------------- | --- | ---------------------------------- | ---------------------------------- | ----------------------------- | ----------------------------- |
|                                                |                                                | Juntos por el Cambio                           | Ver partidos: - Unión Cívica Radical - Propuesta Republicana - Coalición Cívica ARI - Partido Renacer - Partido Movilización - Frente Somos Catamarca - Frente Amplio Catamarqueño - Partido Movimiento Mayo Catamarca |                                    | Rubén Manzi                        |                               | Silvina Acevedo               |
| - Diputado nacional por Catamarca (desde 2019) | - Diputado nacional por Catamarca (desde 2019) | Juntos por el Cambio                           | Ver partidos: - Unión Cívica Radical - Propuesta Republicana - Coalición Cívica ARI - Partido Renacer - Partido Movilización - Frente Somos Catamarca - Frente Amplio Catamarqueño - Partido Movimiento Mayo Catamarca | - Diputada provincial (desde 2019) | - Diputada provincial (desde 2019) |                               |                               |
|                                                |                                                | Frente de Izquierda y de Trabajadores - Unidad | Ver partidos: - Movimiento Socialista de los Trabajadores - Izquierda por una Opción Socialista - Partido Obrero - La Izquierda de los Trabajadores                                                                    |                                    | Ariel López                        |                               | Marta Sosa Rueda              |
| - Abogado                                      | - Abogado                                      | Frente de Izquierda y de Trabajadores - Unidad | Ver partidos: - Movimiento Socialista de los Trabajadores - Izquierda por una Opción Socialista - Partido Obrero - La Izquierda de los Trabajadores                                                                    | - Presidenta del MST de Catamarca  | - Presidenta del MST de Catamarca  |                               |                               |
|                                                |                                                | Movimiento Libres del Sur                      | Partido sin alianza |                                    | Carlos González                    |                               | Ramona di Bez                 |
|                                                |                                                | Movimiento Libres del Sur                      | Partido sin alianza |                                    |                                    |                               |                               |

## Renovación Legislativa
| Departamento             | Senadores | A renovar |
| ------------------------ | --------- | --------- |
| Ambato                   | 1         | 1         |
| Ancasti                  | 1         | —         |
| Andalgalá                | 1         | 1         |
| Antofagasta de la Sierra | 1         | —         |
| Belén                    | 1         | 1         |
| Capayán                  | 1         | —         |
| Capital                  | 1         | 1         |
| El Alto                  | 1         | —         |
| Fray Mamerto Esquiú      | 1         | 1         |
| La Paz                   | 1         | —         |
| Paclín                   | 1         | —         |
| Pomán                    | 1         | 1         |
| Santa María              | 1         | —         |
| Santa Rosa               | 1         | 1         |
| Tinogasta                | 1         | —         |
| Valle Viejo              | 1         | 1         |
| Total                    | 16        | 8         |

## Resultados

### Primarias
Las elecciones PASO mostraron un fuerte apoyo a la gestión de Raúl Jalil, aunque la cantidad de votos es inferior al obtenido en las primarias del 2019 (30.000 votos menos). La elección de Jalil Colomé para La Libertad Avanza es histórica, pues es la primera vez desde 1991 que una tercera fuerza en la provincia supera el 10% de los votos (en aquella ocasión fue el menemista Frente de la Esperanza FENCA); y la primera fuerza no peronista ni radical en llegar a esas cifras desde la postulación del exgobernador de facto Guillermo Brizuela en 1983.
A nivel departamental, Unión por la Patria fue la alianza más votada en todos los departamentos a excepción de Ancasti y Antofagasta de la Sierra. Si bien el voto en blanco suele ser elevado en las PASO catamarqueñas, este año hubo un récord de 23,90%.
     Habilitado para las elecciones generales
|  | 55,47 % |

|  | 55,05 % |

|  | 27,61 % |

|  | 44,95 % |

|  | 15,41 % |

|  | 0,91 % |

|  | 0,61 % |

|  | 75,50 % |

|  | 23,90 % |

|  | 0,61 % |

|  | 72,39 % |

|  | 100 % |

### Gobernador y vicegobernador
|  | 54,06 % |

|  | 23,48 % |

|  | 22,46 % |

|  | 78,64 % |

|  | 20,96 % |

|  | 0,40 % |

|  | 77,31 % |

|  | 100 % |

### Cámara de Diputados
| ← 2021 · Cámara de Diputados · 2025 → | ← 2021 · Cámara de Diputados · 2025 → | ← 2021 · Cámara de Diputados · 2025 → | ← 2021 · Cámara de Diputados · 2025 → | ← 2021 · Cámara de Diputados · 2025 → | ← 2021 · Cámara de Diputados · 2025 → |
| Partido/Alianza                       | Partido/Alianza                       | Votos                                 | %                                     | Bancas                                | Candidatos |
| ------------------------------------- | ------------------------------------- | ------------------------------------- | ------------------------------------- | ------------------------------------- | --- |
|                                       | Unión por la Patria                   | 106.977                               | 53,55                                 | 11/20                                 | Ver candidatos: 1. Noelia Paola Fedeli 2. Nicolás Zavaleta 3. María Natalia Ponferrada 4. Armando Marcelo López Rodríguez 5. María Cecilia Barros 6. Hugo Alejandro Corpacci 7. Josefina del Valle Herr 8. Juan Carlos Ledezma 9. Martha Cynthia Natalia Gambarella 10. Hernán Facundo Díaz 11. Gladys del Valle Moros 12. Alexis Sebastián Rizo |
|                                       | La Libertad Avanza                    | 48.230                                | 24,14                                 | 5/20                                  | Ver candidatos: 1. Fernando Daniel Baigorrí 2. Verónica Andrea Vallejos 3. Carlos Adrián Nicolás Brizuela 4. Analía del Valle Aguaisol Barbosa 5. Jonathan Federico Lencina 6. María Elena Varela 7. Gustavo Adolfo Pérez 8. Sofía Belén Solohaga 9. Daniel Fernando Sarmiento 10. María Silvina Pérez 11. Marcelo Rafael Agüero 12. Ana Beatriz del Valle Vega 13. Pedro Pablo Baigorrí 14. Daiana Jimena Correa 15. Juan Carlos Segura Cardenes 16. Sandra Roxana Peralta 17. Mario Enrique Moreno |
|                                       | Juntos por el Cambio                  | 44.562                                | 22,31                                 | 4/20                                  | Ver candidatos: 1. Mamerto Acuña 2. Natalia Herrera 3. Tiago Ignacio Puente Diamante 4. Natalia Elizabeth Saseta 5. Carlos Molina 6. Lila Stella Sosa 7. Alejandro Páez 8. Vilma Chayle 9. Antonio Acuña 10. Juana Fernández |
| Votos positivos                       | Votos positivos                       | 199.769                               | 75,94                                 |                                       | |
| Votos en blanco                       | Votos en blanco                       | 62.258                                | 23,67                                 |                                       | |
| Votos nulos                           | Votos nulos                           | 1.034                                 | 0,39                                  |                                       | |
| Participación                         | Participación                         | 263.061                               | 77,09                                 |                                       | |
| Electores registrados                 | Electores registrados                 | 341.236                               | 100                                   |                                       | |
| Fuente:                               |                                       |                                       |                                       |                                       | |

### Cámara de Senadores
| ← 2021 · Cámara de Diputados · 2025 → | ← 2021 · Cámara de Diputados · 2025 → | ← 2021 · Cámara de Diputados · 2025 → | ← 2021 · Cámara de Diputados · 2025 → | ← 2021 · Cámara de Diputados · 2025 → |
| Partido/Alianza                       | Partido/Alianza                       | Votos                                 | %                                     | Bancas                                |
| ------------------------------------- | ------------------------------------- | ------------------------------------- | ------------------------------------- | ------------------------------------- |
|                                       | Unión por la Patria                   | 74.869                                | 50,51                                 | 8/8                                   |
|                                       | Juntos por el Cambio                  | 36.161                                | 24,39                                 |                                       |
|                                       | La Libertad Avanza                    | 34.190                                | 23,06                                 |                                       |
|                                       | Construimos Fray Mamerto Esquiú       | 1.327                                 | 0,90                                  |                                       |
|                                       | Por una Catamarca Mejor               | 892                                   | 0,60                                  |                                       |
|                                       | Frente Compromiso con Vos             | 597                                   | 0,40                                  |                                       |
|                                       | Partido GEN                           | 204                                   | 0,14                                  |                                       |
| Votos positivos                       | Votos positivos                       | 148.240                               | 77,71                                 |                                       |
| Votos en blanco                       | Votos en blanco                       | 41.705                                | 21,86                                 |                                       |
| Votos nulos                           | Votos nulos                           | 809                                   | 0,42                                  |                                       |
| Participación                         | Participación                         | 190.754                               | 76,42                                 |                                       |
| Electores registrados                 | Electores registrados                 | 249.610                               | 100                                   |                                       |
| Fuente:                               |                                       |                                       |                                       |                                       |

#### Resultados por departamentos
| Ambato 1 Senador              | Ambato 1 Senador      | Ambato 1 Senador                | Ambato 1 Senador | Ambato 1 Senador |
| Candidato                     | Partido/Alianza       | Partido/Alianza                 | Votos            | %                |
| ----------------------------- | --------------------- | ------------------------------- | ---------------- | ---------------- |
| Romina Alejandra Williams     |                       | Unión por la Patria             | 2.014            | 49,68            |
| Luis Vega                     |                       | Juntos por el Cambio            | 908              | 22,40            |
| Santiago Barros               |                       | Por una Catamarca Mejor         | 892              | 22,00            |
| Samantha Quinteros            |                       | La Libertad Avanza              | 240              | 5,92             |
| Votos positivos               | Votos positivos       | Votos positivos                 | 4.054            | 85,64            |
| Votos en blanco               | Votos en blanco       | Votos en blanco                 | 667              | 14,09            |
| Votos nulos                   | Votos nulos           | Votos nulos                     | 13               | 0,27             |
| Participación                 | Participación         | Participación                   | 4.734            | 86,15            |
| Electores registrados         | Electores registrados | Electores registrados           | 5.495            | 100              |
| Andalgalá 1 Senador           |                       |                                 |                  |                  |
| Candidato                     | Partido/Alianza       | Partido/Alianza                 | Votos            | %                |
| Horacio Octavio Gutiérrez     |                       | Unión por la Patria             | 5.277            | 52,75            |
| Mario Scaltritti              |                       | Juntos por el Cambio            | 4.522            | 45,21            |
| Julia Cardozo                 |                       | Partido GEN                     | 204              | 2,04             |
| Votos positivos               | Votos positivos       | Votos positivos                 | 10.003           | 79,09            |
| Votos en blanco               | Votos en blanco       | Votos en blanco                 | 2.581            | 20,41            |
| Votos nulos                   | Votos nulos           | Votos nulos                     | 64               | 0,51             |
| Participación                 | Participación         | Participación                   | 12.648           | 77,29            |
| Electores registrados         | Electores registrados | Electores registrados           | 16.365           | 100              |
| Belén 1 Senador               |                       |                                 |                  |                  |
| Candidato                     | Partido/Alianza       | Partido/Alianza                 | Votos            | %                |
| María Soledad Blas            |                       | Unión por la Patria             | 8.691            | 56,02            |
| Daniel Ríos                   |                       | Juntos por el Cambio            | 6.822            | 43,98            |
| Votos positivos               | Votos positivos       | Votos positivos                 | 15.513           | 78,63            |
| Votos en blanco               | Votos en blanco       | Votos en blanco                 | 4.141            | 20,99            |
| Votos nulos                   | Votos nulos           | Votos nulos                     | 76               | 0,39             |
| Participación                 | Participación         | Participación                   | 19.730           | 81,10            |
| Electores registrados         | Electores registrados | Electores registrados           | 24.328           | 100              |
| Capital 1 Senador             |                       |                                 |                  |                  |
| Candidato                     | Partido/Alianza       | Partido/Alianza                 | Votos            | %                |
| Ramón Figueroa Castellanos    |                       | Unión por la Patria             | 39.051           | 48,11            |
| Elio Daniel Molina            |                       | La Libertad Avanza              | 27.150           | 33,45            |
| Fernando Navarro              |                       | Juntos por el Cambio            | 14.965           | 18,44            |
| Votos positivos               | Votos positivos       | Votos positivos                 | 81.166           | 77,39            |
| Votos en blanco               | Votos en blanco       | Votos en blanco                 | 23.324           | 22,24            |
| Votos nulos                   | Votos nulos           | Votos nulos                     | 388              | 0,37             |
| Participación                 | Participación         | Participación                   | 104.878          | 73,87            |
| Electores registrados         | Electores registrados | Electores registrados           | 141.976          | 100              |
| Fray Mamerto Esquiú 1 Senador |                       |                                 |                  |                  |
| Candidato                     | Partido/Alianza       | Partido/Alianza                 | Votos            | %                |
| Guillermo Rafael Ferreyra     |                       | Unión por la Patria             | 3.341            | 39,69            |
| Enzo Estrada                  |                       | Juntos por el Cambio            | 1.727            | 20,52            |
| Gustavo Monti                 |                       | La Libertad Avanza              | 1.425            | 16,93            |
| Jonathan Sarmiento            |                       | Construimos Fray Mamerto Esquiú | 1.327            | 15,77            |
| Néstor Pacheco                |                       | Frente Compromiso con Vos       | 597              | 7,09             |
| Votos positivos               | Votos positivos       | Votos positivos                 | 8.417            | 86,18            |
| Votos en blanco               | Votos en blanco       | Votos en blanco                 | 1.263            | 12,93            |
| Votos nulos                   | Votos nulos           | Votos nulos                     | 87               | 0,89             |
| Participación                 | Participación         | Participación                   | 9.767            | 79,83            |
| Electores registrados         | Electores registrados | Electores registrados           | 12.235           | 100              |
| Pomán 1 Senador               |                       |                                 |                  |                  |
| Candidato                     | Partido/Alianza       | Partido/Alianza                 | Votos            | %                |
| Carolina Noemí Casas          |                       | Unión por la Patria             | 4.064            | 78,44            |
| Sergio Haise                  |                       | Juntos por el Cambio            | 1.117            | 21,56            |
| Votos positivos               | Votos positivos       | Votos positivos                 | 5.181            | 63,54            |
| Votos en blanco               | Votos en blanco       | Votos en blanco                 | 2.937            | 36,02            |
| Votos nulos                   | Votos nulos           | Votos nulos                     | 36               | 0,44             |
| Participación                 | Participación         | Participación                   | 8.154            | 83,84            |
| Electores registrados         | Electores registrados | Electores registrados           | 9.726            | 100              |
| Santa Rosa 1 Senador          |                       |                                 |                  |                  |
| Candidato                     | Partido/Alianza       | Partido/Alianza                 | Votos            | %                |
| Félix Ernesto Jerez           |                       | Unión por la Patria             | 3.941            | 54,10            |
| Luis Olveira                  |                       | Juntos por el Cambio            | 2.582            | 35,45            |
| Diego Héctor Hernando         |                       | La Libertad Avanza              | 761              | 10,45            |
| Votos positivos               | Votos positivos       | Votos positivos                 | 7.284            | 77,51            |
| Votos en blanco               | Votos en blanco       | Votos en blanco                 | 2.072            | 22,05            |
| Votos nulos                   | Votos nulos           | Votos nulos                     | 42               | 0,45             |
| Participación                 | Participación         | Participación                   | 9.398            | 82,99            |
| Electores registrados         | Electores registrados | Electores registrados           | 11.324           | 100              |
| Valle Viejo 1 Senador         |                       |                                 |                  |                  |
| Candidato                     | Partido/Alianza       | Partido/Alianza                 | Votos            | %                |
| Mario Augusto Gershani        |                       | Unión por la Patria             | 8.490            | 51,08            |
| Mariana Barrionuevo           |                       | La Libertad Avanza              | 4.614            | 27,76            |
| Carlos Luján                  |                       | Juntos por el Cambio            | 3.518            | 21,16            |
| Votos positivos               | Votos positivos       | Votos positivos                 | 16.622           | 77,51            |
| Votos en blanco               | Votos en blanco       | Votos en blanco                 | 4.720            | 22,01            |
| Votos nulos                   | Votos nulos           | Votos nulos                     | 103              | 0,48             |
| Participación                 | Participación         | Participación                   | 21.445           | 76,15            |
| Electores registrados         | Electores registrados | Electores registrados           | 28.161           | 100              |